# São Tomé em Parione (título cardinalício)
São Tomé em Parione (em latim S. Thomæ in Parione; em italiano San Tommaso in Parione) foi um título cardinalício instituído em 10 de julho de 1517 pelo Papa Leão X, por ocasião do consistório em que elevou significativamente o número de cardeais. O título, devido ao estado degradado da igreja, foi suprimido em 18 de dezembro de 1937 pelo Papa Pio XI com a constituição apostólica Quum S. Thomae in Parione. Na mesma data, o título foi transferido para Santa Maria em Vallicella.
Sua igreja titular era San Tommaso in Parione.

## Titulares protetores
- Lorenzo Campeggio (1518-1519)
- Vacante (1519-1529)
- Girolamo Doria (1529-1555)
- Luís de Lorena (1555-1578)
- Girolamo Bernerio, O.P. (1587-1589)
- Vacante (1589-1597)
- Francesco Mantica (1597-1602)
- Innocenzo Del Bufalo-Cancellieri (1604-1605)
- Carlo Gaudenzio Madruzzo (1605-1616)
- Pietro Campori (1616-1642)
- Gregorio Barbarigo (1660-1677)
- Vacante (1677-1690)
- Bandino Panciatici (1690-1691)
- Vacante (1691-1716)
- Innico Caracciolo (1716-1730)
- Giuseppe Firrao (1731-1740)
- Vacante (1740-1746)
- Giovanni Battista Barni (1746-1754)
- Paul d'Albert de Luynes (1758-1788)
- Vacante (1788-1801)
- Giulio Gabrielli, o Novo (1801-1819)
- Vacante (1819-1831)
- Pedro Inguanzo Rivero (1831-1836)
- Vacante (1836-1863)
- Jean Baptiste François Pitra, O.S.B. (1863-1867)
- Francisco de Paula Benavides e Navarrete (1877-1879)
- Gaetano Aloisi Masella (1887-1893)
- Giuseppe Guarino (1893-1897)
- Vacante (1897-1903)
- Johannes Katschthaler (1903-1914)
- Vacante (1914-1937)
- Título suprimido em 1937